# Xian de Xi (Shanxi)
Pour les articles homonymes, voir Xi (homonymie).
Le xian de Xi (隰县 ; pinyin : Xí Xiàn) est un district administratif de la province du Shanxi en Chine. Il est placé sous la juridiction de la ville-préfecture de Linfen.

## Démographie
La population du district était de 97 756 habitants en 1999.